# Jambol (region)
Jambol oblast (bulgariska: Област Ямбол) är en region (oblast) i Bulgarien med 120 470 invånare (2017) och med en yta på 3336 km². Den är belägen i landets sydöstra del och har samma namn som sin största stad: Jambol. 

## Demografi
År 2009 levde 138 429 medborgare i regionen där 27% av alla medborgare var över 60 år gamla. Enligt 2011 års folkräkning var 106 844 etniska bulgarer,10 433 var Romer och 3 600 invånare var etniska turkfolk.

## Administrativ indelning
Jambol är indelat i fem kommuner med administrativ centralort inom parentes:
- Boljarovo kommun, (Boljarovo)
- Elkhovo kommun, (Elkhovo)
- Straldzja kommun, (Straldzja)
- Tundzha kommun, (Jambol)
- Jambol kommun, (Jambol)